# Anisobas
Anisobas is een geslacht van insecten uit de orde vliesvleugeligen (Hymenoptera) en de familie Ichneumonidae.

## Soorten
- A. angustior Heinrich, 1975
- A. artopoetese Uchida, 1956
- A. bicolor Cushman, 1926
- A. brombacheri Heinrich, 1933
- A. buccatus Kriechbaumer, 1882
- A. celebensis Heinrich, 1934
- A. cephalotes Kriechbaumer, 1882
- A. cingulatellus Horstmann, 1997
- A. coloradensis (Cresson, 1877)
- A. cornutus Heinrich, 1975
- A. diminutus (Uchida, 1926)
- A. graecator Horstmann, 2007
- A. gusenleitneri Heinrich, 1980
- A. hostilis (Gravenhorst, 1820)
- A. kankoensis (Uchida, 1932)
- A. luzernensis (Bradley, 1903)
- A. malaisei Heinrich, 1975
- A. maros Heinrich, 1934
- A. platystylus Thomson, 1888
- A. prominens Jeong & Lee, 2006
- A. pulcher Kokujev, 1909
- A. rebellis Wesmael, 1845
- A. separatus (Davis, 1898)
- A. seyrigi Heinrich, 1934
- A. texensis (Ashmead, 1890)
- A. turcator Horstmann, 2007